# 力普啤酒館

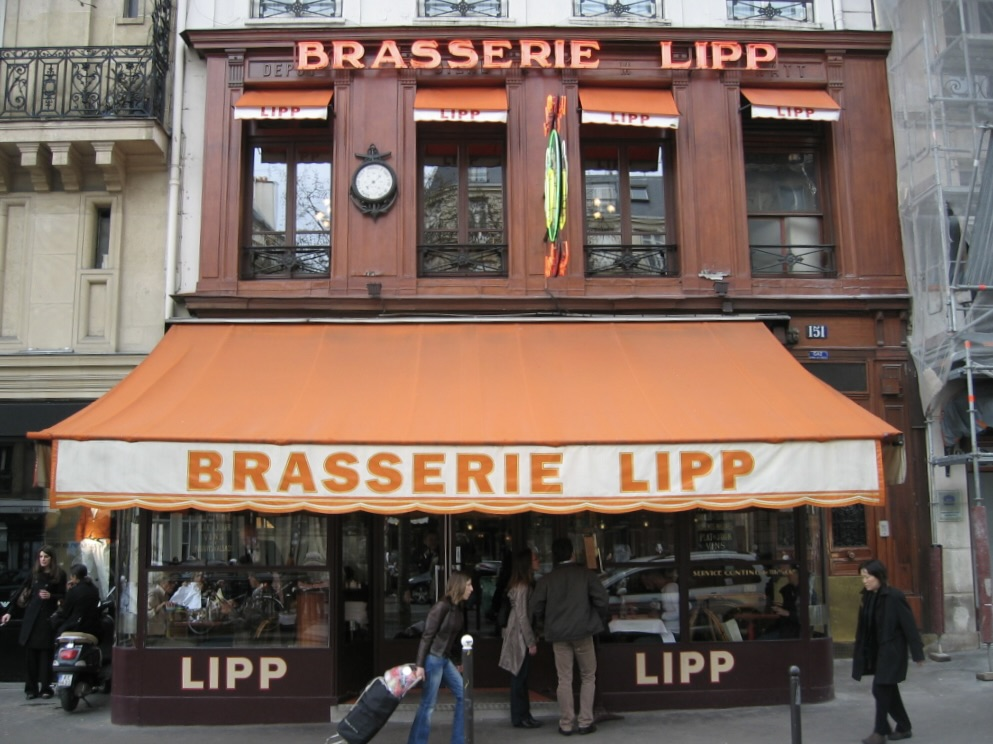
力普啤酒館

力普啤酒館（法語：Brasserie Lipp），又譯利普，一間法國啤酒館（Brasserie），位於巴黎第六區，圣日耳曼大道151號。於1880年創立，名稱來自於第一任的店主。這間啤酒館長期贊助了卡茲奬（Prix Cazes），一個法國文學獎項。

## 歷史
最早的店主里奧那·力普來自亞爾薩斯，在普法戰爭後，亞爾薩斯成為德國領土，里奧那·力普帶著全家移居法國巴黎。1880年10月27日，里奧那·力普（Léonard Lipp）與他的妻子Pétronille，開始經營這間啤酒館。
1935年，建立文學獎，卡茲獎。

## 交通方式
這間啤酒館位於圣日耳曼大道上。可搭稱巴黎地鐵4號線，在聖傑曼德佩站（Saint-Germain-des-Prés）出站後可到達。其對面為花神咖啡馆。